# 須佐駅
須佐駅（すさえき）は、山口県萩市大字須佐字水海にある、西日本旅客鉄道（JR西日本）山陰本線の駅である。

## 歴史
- 1928年（昭和3年）3月25日：鉄道省山陰本線飯浦駅 - 当駅間延伸時に終着駅として開設[1]。客貨取扱開始。
  - 当時の所在地表示は山口県阿武郡須佐町大字須佐字水海であった[1]。
- 1933年（昭和8年）2月24日：山陰本線最終開通区間である当駅 - 宇田郷駅間延伸、途中駅となる[2]。
- 1978年（昭和53年）3月1日：貨物取扱廃止[3]。
- 1984年（昭和59年）2月1日：荷物扱い廃止[3]。
- 1987年（昭和62年）4月1日：国鉄分割民営化に伴い、西日本旅客鉄道（JR西日本）の駅となる[3]。
- 2002年（平成14年）2月4日：放火により焼失。
- 2003年（平成15年）9月30日：夜間滞泊廃止。
- 2004年（平成16年）4月：新駅舎「ふれあいステーション須佐」落成。
- 2013年（平成25年）
  - 7月28日：豪雨災害に伴い線路が被災、一時当駅を含む益田駅 - 長門市駅間が運休。
  - 11月9日：益田駅 - 当駅間運行再開、約4ヶ月振りに列車が当駅に乗入。
- 2014年（平成26年）8月10日：当駅 - 奈古駅間運行再開[4]。
- 2021年（令和3年）4月18日：この日からTWILIGHT EXPRESS 瑞風山陰コース（下り）が停車開始。

## 駅構造
相対式ホーム2面2線を有する列車交換可能な地上駅。駅舎は上りホーム側にあり、長門市方に下りホームへの跨線橋がある。下りホーム側は以前島式ホームとなっており待避・折返し可能だったが、駅舎と反対側の線路は本線から分離され、現在は乗入が出来ない。木造平屋建て旧駅舎は放火で焼失し、仮設を経て改築されたものである。
長門鉄道部管理の簡易委託駅。

### のりば
| のりば | 路線      | 方向 | 行先             | 備考                     |
| ------ | --------- | ---- | ---------------- | ------------------------ |
| 1      | ■山陰本線 | 上り | 益田・浜田方面   | 浜田方面は益田で乗り換え |
| 2      | ■山陰本線 | 下り | 東萩・長門市方面 |                          |

付記事項
- 2013年11月9日の益田駅 - 当駅間暫定復旧から、山陰本線復旧の2014年8月9日までは全列車が上下副本線3番線発着となっており、駅舎と島式ホーム間には使用停止中だった1・2番線を塞ぐ形で仮設通路が設置され、跨線橋を利用せずに列車から代行バスに乗継げるようになっていた。
- 3番のりばを使用していた際は、1番のりば（駅舎側単式ホーム）が上り本線、2番のりば（島式ホーム駅舎寄り）が下り本線。駅舎から最も遠い3番のりば（島式ホームの片側）は上下副本線とされていた。2014年の運転再開後1年程で、3番のりばの場内・出発信号機の使用が停止され、その後線路が分離された。

列車に関して
- 以前は「さんべ」・「ながと」などの急行も停車していたが、1997年3月22日以降は普通列車のみ停車する。
- 2003年9月30日までは夜間滞泊が1本設定されていた。（益田駅 → 当駅3番線留置 → 益田駅）[要検証 – ノート]
- 1988年3月13日時点では、浜田発21時台終わり・益田発22時台最終が当駅止まり（列車自体は米子始発）で、当駅3番線留置[要検証 – ノート]の後、翌朝4時半に益田・浜田方面始発列車（鳥取行）であった。なお、浜田駅 - 当駅間各停の快速列車であった。[6]

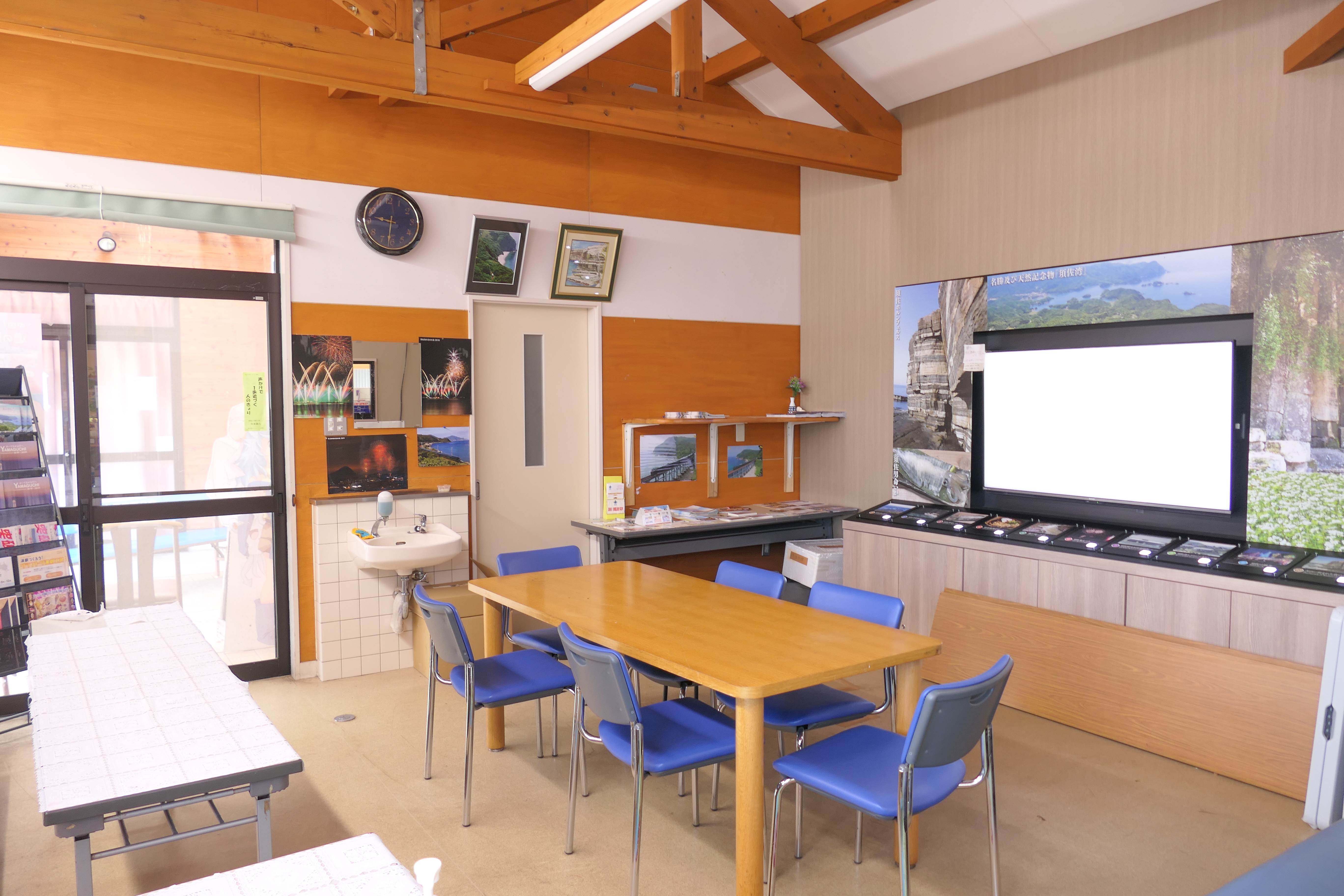
駅舎内待合室（2022年10月）
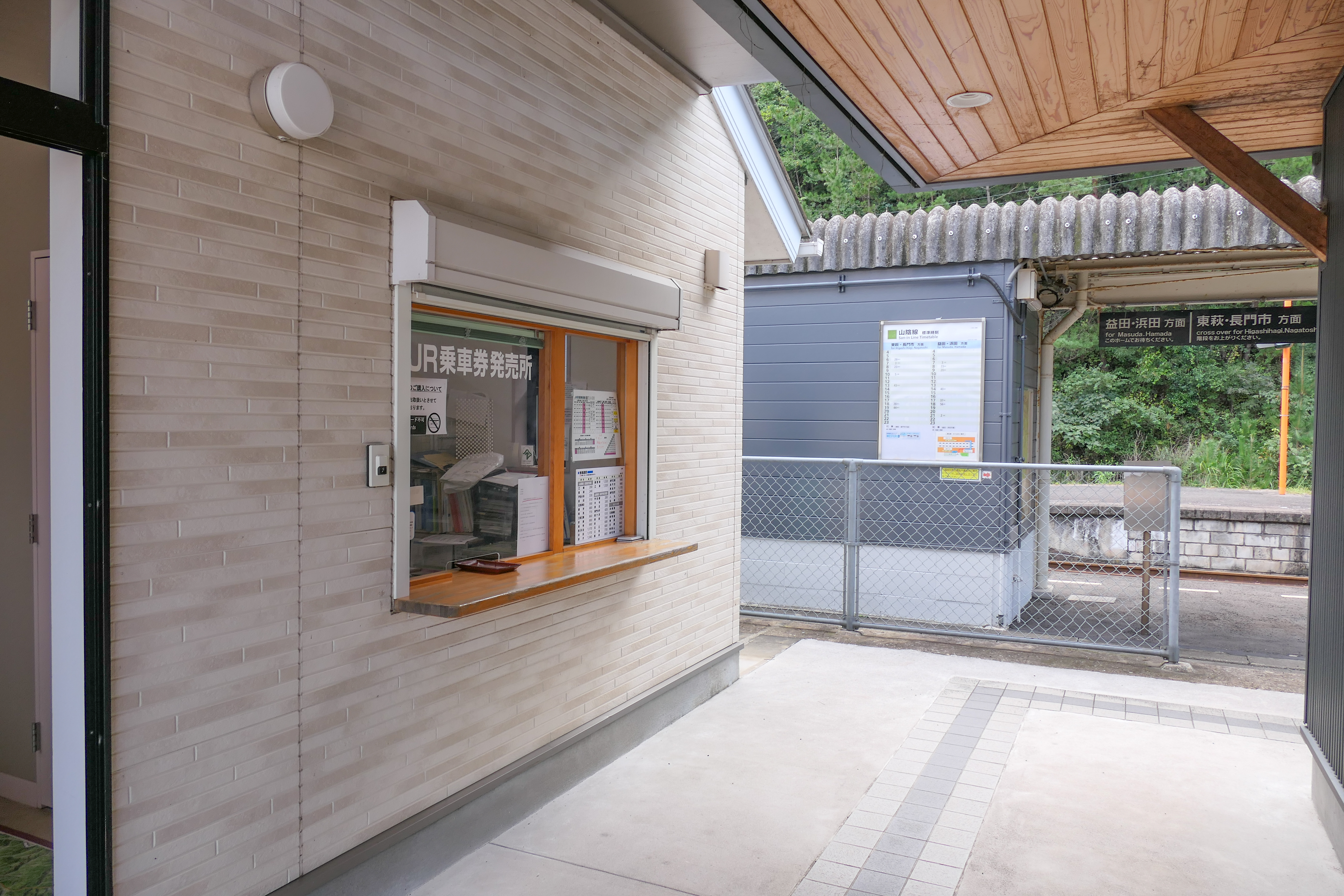
JR乗車券発売所（2022年10月）
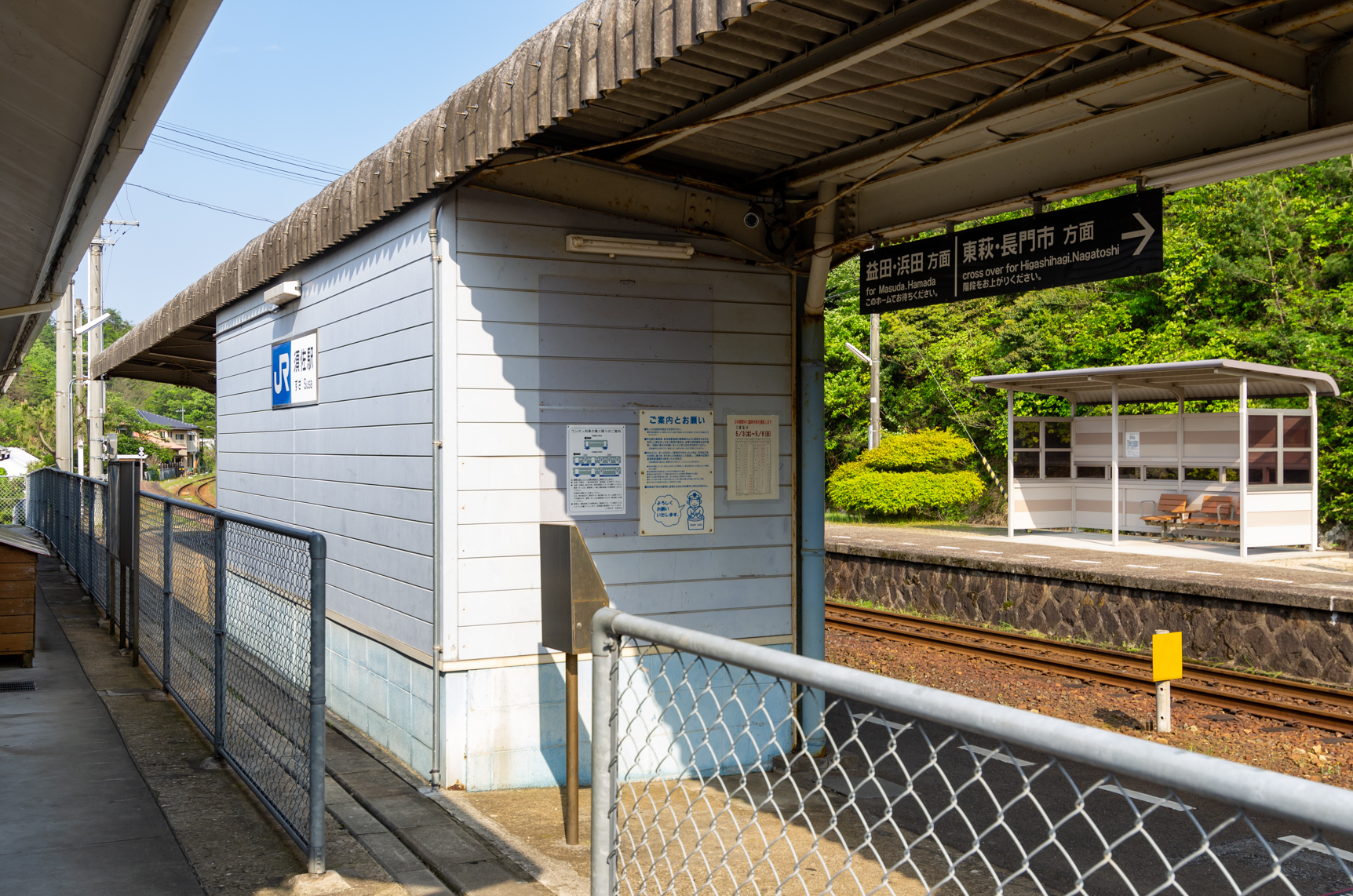
改札口（2012年5月）
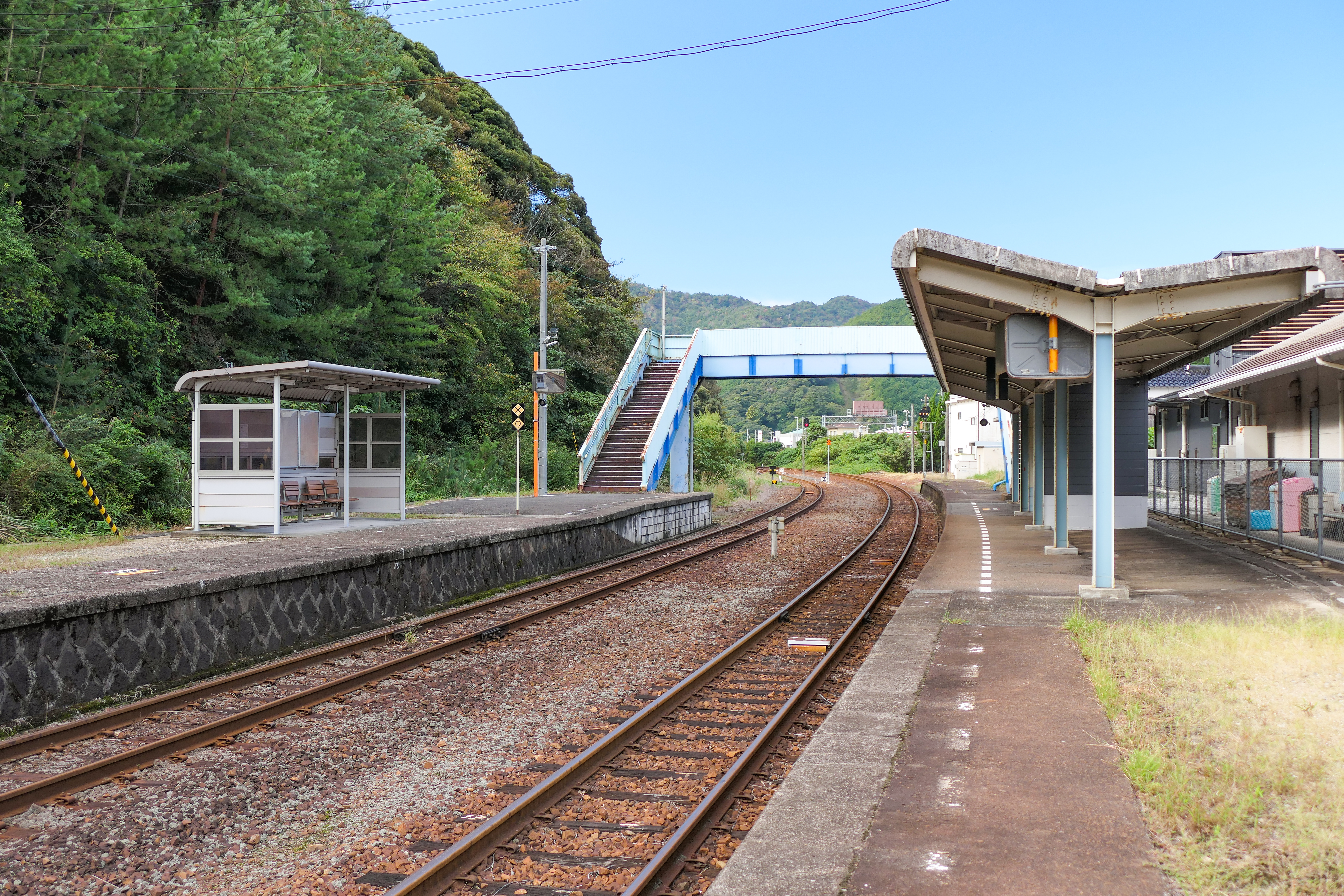
ホームと跨線橋（2022年10月）

## 利用状況
近年の1日平均乗車人員の推移は以下の通り。
| 乗車人員推移 | 乗車人員推移 |
| 年度         | 1日平均人数  |
| ------------ | ------------ |
| 1999         | 177          |
| 2000         | 174          |
| 2001         | 161          |
| 2002         | 130          |
| 2003         | 117          |
| 2004         | 124          |
| 2005         | 129          |
| 2006         | 123          |
| 2007         | 109          |
| 2008         | 96           |
| 2009         | 89           |
| 2010         | 88           |
| 2011         | 84           |
| 2012         | 73           |
| 2013         | 79           |
| 2014         | 75           |
| 2015         | 85           |
| 2016         | 79           |
| 2017         | 78           |
| 2018         | 64           |
| 2019         | 59           |
| 2020         | 48           |
| 2021         | 38           |
| 2022         | 41           |

## 駅周辺
- いかマルシェ　スサノモノミトコ館

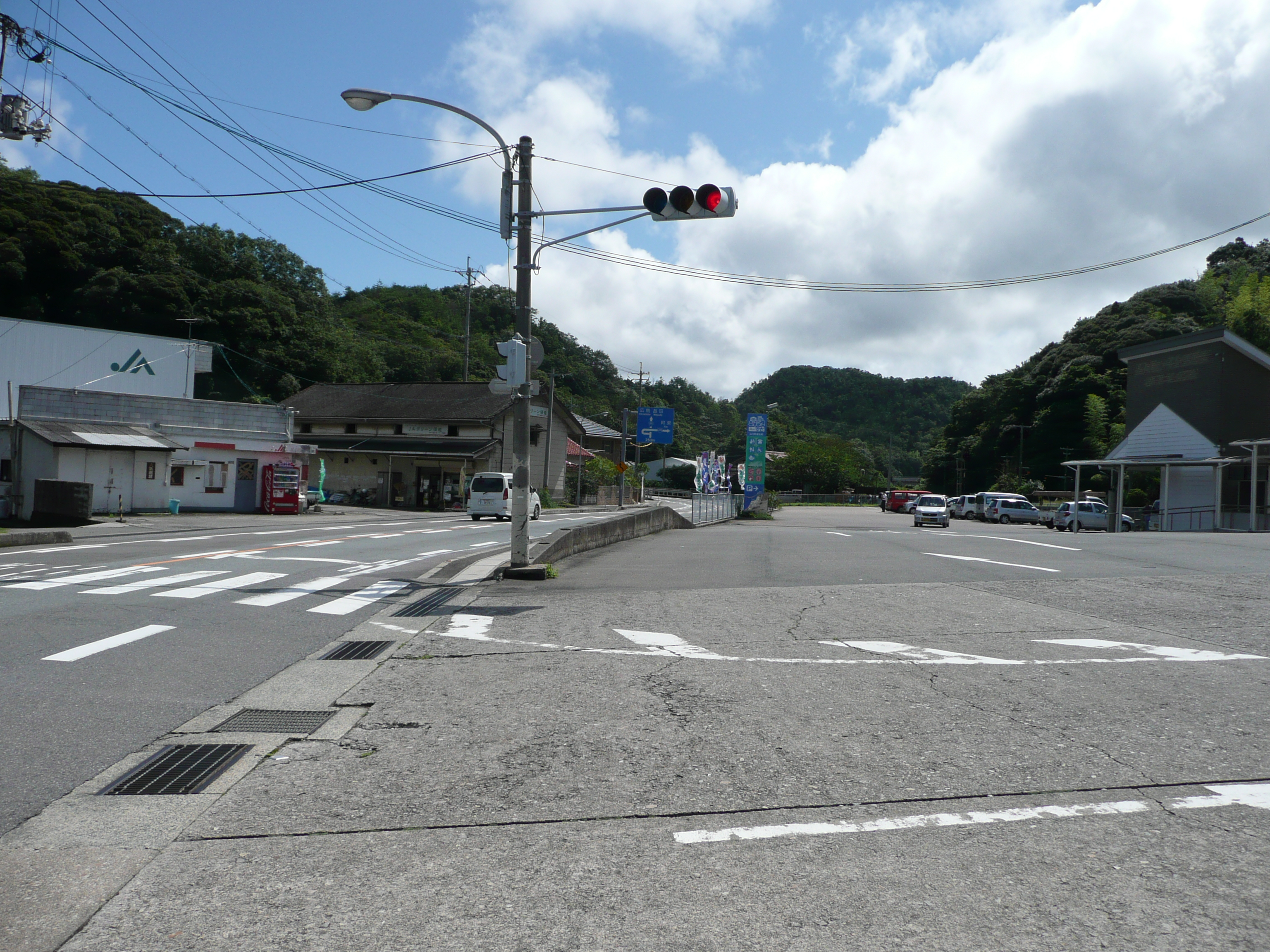
駅前ロータリー（2009年7月）

- 萩市役所 須佐総合事務所（旧・須佐町役場）
- 須佐郵便局
- 山口県立奈古高等学校須佐分校（廃校）
- 萩市立須佐中学校
- 萩市立育英小学校
- 須佐湾（須佐港）
- 須佐ホルンフェルス
- 観音岩
- 国道191号
- 山口県道305号須佐湾高山尾浦線
- 石見交通「須佐駅前」停留所：小浜江崎線
- キヌヤ 須佐店

## 隣の駅
西日本旅客鉄道（JR西日本）
■山陰本線
江崎駅 - 須佐駅 - 宇田郷駅